# Martin Martini
Martin Martini, född den 20 september 1614 i Trient, död den 6 juni 1661 i Hangzhou, var en italiensk jesuit och missionär.
Martini var verksam i Kina från 1643. Genom honom vidgades Västerlandets 
kunskap om Kina högst väsentligt, företrädesvis genom Novus atlas sinensis (17 kartor med text utgivna av Joan Blaeu 1655) och Sinensis historia decas prima (1658 och oftare).